# Potters Bar
Potters Bar är en ort i Storbritannien.   Den ligger i grevskapet Hertfordshire och riksdelen England, i den södra delen av landet, 21 km norr om huvudstaden London. Potters Bar ligger 125 meter över havet och antalet invånare är 22 192.
Orten tillhör den delen av Middlesex som blev en del av Hertfordshire år 1965.
Terrängen runt Potters Bar är huvudsakligen platt. Potters Bar ligger uppe på en höjd. Runt Potters Bar är det mycket tätbefolkat, med 3 494 invånare per kvadratkilometer. Närmaste större samhälle är Islington, 18,2 km söder om Potters Bar. Runt Potters Bar är det i huvudsak tätbebyggt.